# Próchnal kasztanokrywek
Próchnal kasztanokrywek (Euryusa castanoptera) – gatunek chrząszcza z rodziny kusakowatych i podrodziny rydzenic. Zamieszkuje Europę.

## Taksonomia
Gatunek ten opisany został po raz pierwszy w 1856 roku przez Ernsta Gustava Kraatza.

## Morfologia
Chrząszcz o wydłużonym ciele długości od 2,8 do 3,1 mm. Wierzch ciała porasta wyraźne i dość grube owłosienie. Głowa jest ciemnobrązowa. Czułki są przeciętnie zgrubiałe i mają kolor rdzawoczerwony. Przedplecze jest szerokie, znacznie szersze od głowy, lekko wysklepione, najszersze tuż za środkiem długości, ubarwione brązowo. Tylna jego krawędź jest lekko wypukła, a tylne kąty silnie stępione. Bardzo wyraźnie punkty na przedpleczu oddalone są na dystanse mniej więcej równe ich średnicom. Pokrywy są rdzawobrązowe, za barkami nie węższe niż przedplecze i co najmniej tak długie jak ono. Odwłok jest ciemnobrązowy z lekko rozjaśnionymi tylnymi brzegami tergitów. Samiec ma na piątym tergicie podłużny kil, a na tergicie szóstym kil słabiej zaznaczony.

## Ekologia i występowanie
Owad ten bytuje pod przegrzybiałą korą drzew liściastych, wśród mchów, wśród opadłego listowia u nasady starych drzew oraz w mrowiskach mrówek, najchętniej z rodzaju Lasius.
Gatunek palearktyczny, głównie wschodnioeuropejski. Znany jest z Francji, Belgii, Niemiec, Austrii, Włoch, Danii, Szwecji, Norwegii, Finlandii, Estonii, Łotwy, Litwy, Polski, Czech, Słowacji, Węgier, Ukrainy, Rumunii, Bułgarii, Słowenii, Chorwacji, Bośni i Hercegowiny, Macedonii Północnej i europejskiej części Rosji, gdzie na północ sięga po Karelię.
W całym zasięgu występowania jest owadem rzadko spotykanym. Zaliczany jest do reliktów dna lasu. Na „Czerwonej liście gatunków zagrożonych Republiki Czeskiej” umieszczony jest jako gatunek zagrożony wymarciem (EN).